# Фисташка
Фиста́шка (лат. Pistácia) — небольшой род вечнозелёных либо листопадных деревьев или кустарников семейства Анакардиевые (Anacardiaceae), распространённых в субтропических, частично тропических областях Старого и Нового Света. 
«Фисташкой» называют не только соответствующий род растений, но и съедобные плоды вида Фисташка настоящая (лат. Pistacia vera)

## Распространение и экология
Фисташки распространены в Средиземноморье, Северо-Западной Африке, Западной, Средней и Восточной Азии, на Каспийском и Черноморском побережьях Кавказа. Два вида фисташек встречаются в Центральной Америке, в южных регионах Центральной Азии, а также на юге штата Техас (США).
Фисташка растёт на серозёмах, на горно-степных коричневых почвах, на обрывах и склонах. Светолюбива, засухоустойчива, кальцефил — предпочитает почвы, богатые кальцием, который она активно усваивает.
Может выдержать температуру до −25 °C.
Везде фисташки растут единичными экземплярами, иногда образуя редкостойные фисташковые леса. Средиземноморские виды фисташки являются непременной составной частью маквисов.
На листьях часто развиваются галлы (бузгунча).
Цветёт фисташка в апреле, иногда в марте. Плоды созревают в сентябре—ноябре.

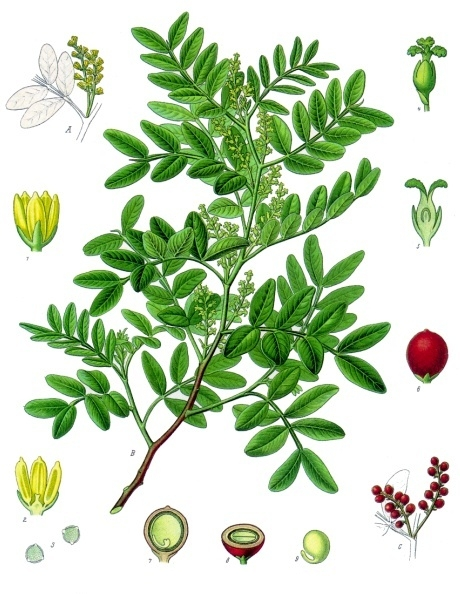
Мастиковое дерево.

## Ботаническое описание
Корневая система двухъярусная, в сторону корни уходят на 30—40 м, в глубину на 12—15 м.
Кора толстая, пепельно-серая; молодые побеги покрыты восковым налётом.
Листья простые, тройчатые или перистые, цельнокрайные, с восковым налётом.
Цветки однополые, двудомные, с простым околоцветником, в боковых пазушных метёлках. Тычинок 5—6; завязь верхняя, одногнёздная; столбики короткие, трёхраздельные.
Плод — псевдомономерная костянка (пиренарий), с тонким мезокарпием и твёрдым костевидным эндокарпием.
В природе фисташка размножается семенами и порослью, в культуре — черенками.

## Значение и применение
Плотная и крепкая древесина фисташки используется в столярном деле, а при подсочке получают смолы для производства высококачественных лаков.
Вздутия по краям листьев (так называемые галлы) содержат дубильные вещества, применяемые в кожевенной промышленности, а также для производства лекарственных препаратов. Используют галлы и для получения красок для текстильной промышленности.
Жмых, остающийся после выжимки масла, идёт на корм скоту и птице.
Ветви и листья широко используются при декорировании, например, флористическом.

### Фисташковые орехи
В пищу фисташковые орехи используют более 2,5 тысячи лет. Фисташки возделывают в Греции, Сирии, Иране, Испании, Италии, США, Турции и других странах. Урожай собирают в конце июля — начале августа. Орехи сначала просушивают на солнце — после этого их можно хранить не больше года. Их также вымачивают в солевом растворе и поджаривают.

#### Производство орехов
В 2020 году мировое производство фисташек составило около 1,1 миллиона тонн, при этом США и Турция являются ведущими производителями, на долю которых приходится 68% общего объема. Вторичными производителями были Иран, Китай и Сирия.
Производство в Иране упало из-за торговых санкций США против ИРИ, изменения климата и недостаточной мелиорации. Усилия по выращиванию фисташек для международных рынков были предприняты в течение 2019 года в Грузии и соседних странах Кавказа.
| Мировое производство фисташковых орехов по годам (тонн) | Мировое производство фисташковых орехов по годам (тонн) |
| ------------------------------------------------------- | ------------------------------------------------------- |
| 1965                                                    | 25 023                                                  |
| 1970                                                    | 47 584                                                  |
| 1975                                                    | 85 195                                                  |
| 1980                                                    | 76 029                                                  |
| 1985                                                    | 191 637                                                 |
| 1990                                                    | 273 080                                                 |
| 1995                                                    | 395 806                                                 |
| 2000                                                    | 376 816                                                 |
| 2005                                                    | 514 359                                                 |
| 2010                                                    | 718 150                                                 |
| 2015                                                    | 856 440                                                 |
| 2017                                                    | 1 115 066                                               |

| США                                                                 | 12 290  | 67 130  | 128 367 | 122 470 | 447 700 | 474 004 |
| Турция                                                              | 35 000  | 36 000  | 60 000  | 144 000 | 240 000 | 296 376 |
| Иран                                                                | 104 657 | 238 778 | 229 657 | 440 814 | 143 695 | 190 000 |
| Китай                                                               | 19 000  | 27 461  | 34 000  | 83 943  | 80 747  | 80 227  |
| Сирия                                                               | 12 028  | 14 538  | 44 642  | 34 779  | 61 631  | 69 403  |
| Мадагаскар                                                          |         |         |         |         | 3 980   | 5 113   |
| Тунис                                                               | 120     | 900     | 2 000   | 3 000   | 3 109   | 3 116   |
| Афганистан                                                          | 2 200   | 2 400   | 2457    | 2 761   | 2 755   | 2774    |
| Австралия                                                           |         |         |         |         | 1 463   | 1 464   |
| Кыргызстан                                                          |         |         |         |         | 899     | 899     |
| Узбекистан                                                          |         |         |         |         | 744     | 735     |
| Иордания                                                            |         |         |         |         | 463     | 594     |
| Пакистан                                                            |         |         |         |         | 695     | 420     |
| Греция                                                              | 4 067   | 5 591   | 8 847   | 9 745   | -       | -       |
| Испания                                                             | н/д     | 549     | 648     | 4 081   | -       | -       |
| Италия                                                              | 2 000   | 2 200   | 2 719   | 3 868   | -       | -       |
| Источник: Продовольственная и сельскохозяйственная организация ООН' |         |         |         |         |         |         |

## Классификация

### Таксономия
Род Фисташка входит в семейство Сумаховые (Anacardiaceae) порядка Сапиндоцветные (Sapindales).
|  |                                      |  |                                                             |                                                             |                     |  | ещё 8 семейств (согласно Системе APG II) |            |              |                |
|  |                                      |  |                                                             |                                                             |                     |  |                                          |            |              | около 20 видов |
|  |                                      |  |                                                             | порядок Сапиндоцветные                                      |                     |  |                                          |            | род Фисташка |                |
|  |                                      |  |                                                             | порядок Сапиндоцветные                                      |                     |  |                                          |            | род Фисташка |                |
|  | отдел Цветковые, или Покрытосеменные |  |                                                             |                                                             | семейство Сумаховые |  |                                          |            |              |                |
|  | отдел Цветковые, или Покрытосеменные |  |                                                             |                                                             |                     |  |                                          |            |              |                |
|  |                                      |  | ещё 44 порядка цветковых растений (согласно Системе APG II) | ещё 44 порядка цветковых растений (согласно Системе APG II) |                     |  |                                          | ещё 81 род | ещё 81 род   |                |
|  |                                      |  |                                                             | ещё 44 порядка цветковых растений (согласно Системе APG II) |                     |  |                                          |            | ещё 81 род   |                |

### Виды
Род насчитывает от 10 до 20 видов, некоторые из них:
- Pistacia aethiopica Kokwaro
- Pistacia atlantica Desf. — Фисташка атлантическая, или Фисташка атласская
  - Pistacia atlantica subsp. atlantica
  - Pistacia atlantica subsp. cabulica (Stocks) Rech.f. [syn.  Pistacia cabulica Stocks basionym]
  - Pistacia atlantica subsp. mutica (Fisch. & C.A.Mey.) Rech.f. [syn.  Pistacia mutica Fisch. & C.A.Mey. basionym [7] — Фисташка туполистная, или Дикая фисташка, или Кевовое дерево, или Скипидарное дерево, или Ложный бакаут]
- Pistacia chinensis Bunge — Фисташка китайская, произрастающая на севере Китая, считается самым морозостойким видом. Это дерево вырастает до 10, а иногда до 15 м. В селекционной работе используется в качестве подвоя.
- Pistacia eurycarpa Yalt.
- Pistacia integerrima J.Stewart
- Pistacia khinjuk Stocks — Фисташка хинджук
- Pistacia lentiscus L. — Мастиковое дерево
- Pistacia mexicana Kunth — Фисташка американская, или Фисташка мексиканская
- Pistacia ×saportae Burnat
- Pistacia terebinthus L. — Терпентинное дерево, или Фисташка терпентинная
- Pistacia texana Swingle
- Pistacia vera L. — Фисташка настоящая
- Pistacia weinmannifolia J.Poiss. ex Franchet